# Metasphaeria ashwelliana
Metasphaeria ashwelliana är en svampart som först beskrevs av Curr., och fick sitt nu gällande namn av Pier Andrea Saccardo 1883. Metasphaeria ashwelliana ingår i släktet Metasphaeria och familjen Dothioraceae.   Inga underarter finns listade i Catalogue of Life.